# Damgård Mølle
Damgård Mølle er en ottekantet hollandsk vindmølle i Hovslund opført i 1867 med muret underbygning, galleri og manuel krøjning.
Der blev i 1978 oprettet en interesseorganisation til istandsættelse af møllen og i 1980 købte daværende Rødekro Kommune den. Efter restaureringen blev møllen overdraget til Foreningen til bevarelse af Damgård Mølle og drives i dag af ca. 40 frivillige. 
I møllen er der i 1923 installeret en 15 hk dieselmotor og i 50'erne en elektromotor.
Møllen er åben fra 1 maj til 30 september eller efter aftale.
- Tørreanlæg til boghvede
- Sigter mm
- Vinger
- Krøjebom
- Krondrevet
- Stjernehjulet + det ene kværndrev